# Artem Milevski
Artem Milevski (bje. Арцём Уладзіміравіч Мілеўскі, lat. Arcjom Uladzimiravič Mileŭski, ukr. Арте́м Міле́вський; Minsk, Bjelorusija, 12. siječnja 1985.) bivši je ukrajinski nogometaš rođen u Bjelorusiji. Stariji je brat bjeloruske tenisačice Ksenije Milevskaje (Ксенія Уладзіміраўна Мілеўская).

## Karijera

### Klupska karijera
Milevski je od 1998. do 2000. igrao u bjeloruskoj Smeni iz rodnog Minska. Prije prelaska u kijevski Dinamo 2002. godine igrao je u ukrajinskom FC Borysfen Boryspilu. S Dinamom je četiri puta bio prvak (2002./03., 2003./04., 2006./07. i 2008./09) i osvajač nacionalnog kupa (2002./03., 2004./05., 2005./06. i 2006./07.). U sezoni 2009./10. bio je najbolji strijelac ukrajinske prve lige, a godinu ranije najbolji asistent lige. Kao igrač Dinama je u dva navrtata, 2008. i 2009., proglašavan ukrajinskim nogometašem godine. Iste 2009. godine ponio je titulu najboljeg igrača ukrajinske lige. 
Iz Dinama odlazi u ljeto 2013. godine kada prelazi u turski Gaziantepspor za koji nastupa u 6 prvenstvenih utakmica uz postignut jedan gol. Dana 31. prosinca 2013. sporazumno raskida ugovor s turskim klubom nakon što je doživio prometnu nesreću. Nakon toga je nakratko bio pod ugovorom s Aktobeom. 
Krajem srpnja 2014. potpisao je ugovor s Hajdukom. Za Hajduk je debitirao 16. kolovoza na utakmici sa Zadrom (6:0), a prvi pogotak za Hajduk postigao je 25. listopada protiv Lokomotive (2:2). Početkom rujnu 2015., Hajduk je dogovorio sporazumni raskid ugovora s Ukrajincem. Nekoliko dana kasnije Milevski je potpisao jednogodišnji ugovor s RNK Splitom. Rumunjski prvoligaš Concordia Chiajna mu je postao novi klub. Bivši napadač Hajduka i RNK Splita je potpisao na pola godine s Concordijom Chiajna u veljači 2016. godine. U kolovozu 2016. je Ukrajinac prešao u FK Tosno. Nakon što je raskinuo ugovor s ruskim Tosnom, Milevski je prešao u bjeloruski Dinamo iz Bresta u srpnju 2017. godine.

## Reprezentativna karijera
Za reprezentaciju Ukrajine nastupio je u 50 utakmica i postigao 8 golova. Bio je dio ukrajinske reprezentacije na SP 2006. u Njemačkoj i na EP 2012. u Poljskoj i Ukrajini. 

#### Pogodci za reprezentaciju
| #  | Datum              | Mjesto                                       | Protivnik | Pogodak | Rezultat | Natjecanje                |
| -- | ------------------ | -------------------------------------------- | --------- | ------- | -------- | ------------------------- |
| 1. | 6. veljače 2008.   | GSP Stadion, Nikozija, Cipar                 | Cipar     | 1:1     | remi     | Prijateljska utakmica     |
| 2. | 10. veljače 2009.  | Stadion Tsirion, Limassol, Cipar             | Slovačka  | 2:3     | pobjeda  | Prijateljska utakmica     |
| 3. | 5. rujna 2009.     | Lobanovski Dinamo Stadiionu, Kijev, Ukrajina | Andora    | 5:0     | pobjeda  | Kvalifikacije za SP 2010. |
| 4. | 5. rujna 2009.     | Lobanovski Dinamo Stadion, Kijev, Ukrajina   | Andora    | 6:0     | pobjeda  | Kvalifikacije za SP 2010. |
| 5. | 8. listopada 2010. | Lobanovski Dinamo Stadion, Kijev, Ukrajina   | Kanada    | 2:2     | remi     | Prijateljska utakmica     |
| 6. | 8. veljače 2011.   | Stadion Paralimni, Paralimni, Cipar          | Rumunjska | 2:2     | remi     | Prijateljska utakmica     |
| 7. | 15. studenog 2011. | Arena Lavov, Lavov, Ukrajina                 | Austrija  | 2:1     | pobjeda  | Prijateljska utakmica     |
| 8. | 28. svibnja 2012.  | Kufstein Arena, Kufstein, Austrija           | Estonija  | 0:4     | pobjeda  | Prijateljska utakmica     |

## Vanjske poveznice
- Profil na transfermarkt.co.uk
- Profil na soccerway.com